# Lhéraule

Lhéraule este o comună în departamentul Oise, Franța. În 1 ianuarie 2022 avea o populație de 202 de locuitori.